# Ludwig Thimme
Ludwig Thimme (* 24. September 1873 in Groß-Heere bei Hannover; † 19. Januar 1966 in Volmerdingsen) war ein deutscher Theologe, der zur Gemeinschaftsbewegung gezählt wird.

## Leben
Ludwig Thimme war der Sohn des Pastors Gottfried Wilhelm Thimme und wuchs mit zehn Geschwister auf. Seine Schwester Magdalene wurde Pädagogin, der Bruder Friedrich Historiker, der jüngere Bruder Wilhelm ebenfalls Theologe sowie Hochschullehrer.
Er studierte Theologie in Göttingen, Erlangen und Berlin. Ab 1906 bis 1914 hatte er eine Pfarrstelle in Intschede inne, bis 1923 war er theologischer Mitarbeiter beim Deutschen Gemeinschafts-Diakonieverband in Marburg und von 1924 bis 1930 war er Gemeindepfarrer an der Nord-Ost-Gemeinde in Frankfurt am Main. Dort beschäftigte er sich intensiv mit der Rolle der Gemeinschaftsbewegung und schrieb einige Bücher. Er war Mitglied der Bekennenden Kirche. Von 1930 bis 1935 war er Pfarrer der Evangelischen Kirche in Elm, einem Ortsteil der Stadt Schlüchtern. Dort wurde er 1934 wegen politischer Predigt, in der er sich den Nationalsozialisten gegenüber kritisch äußerte, einen Monat lang beurlaubt, bevor er am 1. Mai 1935 in den Ruhestand versetzt wurde.
1942 stellte er zusammen mit seinem Schwager Gottfried Schmidt-Domine und seinem Bruder Wilhelm Thimme seine Bibelübersetzung des Neuen Testaments fertig, die 1946 von der Privilegierten Württembergischen Bibelgesellschaft verlegt wurde.
Er setzte sich für die Stärkung der Rolle der Pfarrfrauen schon 1916 ein.